# Судная ночь. Джекпот
«Твой Счастливый День» (англ. Your Lucky Day) — американский триллер в жанре экшен, снятый режиссёром Дэном Брауном. В фильме снялись Ангус Клауд, Эллиот Найт, Спенсер Гаррет, Стерлинг Бомон, Джейсон О’Мара. Фильм был впервые показан на Fantastic Fest, позже права на показ были проданы стриминговому сервису Netflix, где сериал вошёл в топ-10 самых просматриваемых фильмов жанра. Кинолента не имеет никакого отношения к серии фильмов "Судная ночь". 

## Сюжет
Когда спор о выигрышном лотерейном билете превращается в смертельно опасную ситуацию с заложниками, свидетели должны решить, как далеко они готовы зайти и сколько крови они готовы пролить ради доли в 156 миллионов долларов. 

## В ролях
В декабре 2021 года к актёрскому составу фильма присоединились Ангус Клауд, Джессика Гарза, Эллиот Найт, Джейсон О'Мара, Спенсер Барретт, Муса Хуссейн Краиш, Джейсон Уайлс и Себастьян Соцци. В том же месяце в Лос-Анджелесе начались основные съёмки фильма.

## Приём
На сайте-агрегаторе рецензий Rotten Tomatoes 86 % из 28 отзывов критиков положительные, средняя оценка 6,6/10. Metacritic, который использует средневзвешенную оценку, присвоил фильму 64 балла из 100 на основе 7 критиков, что означает «в целом благоприятные» отзывы.